# East Coast (entreprise ferroviaire britannique)

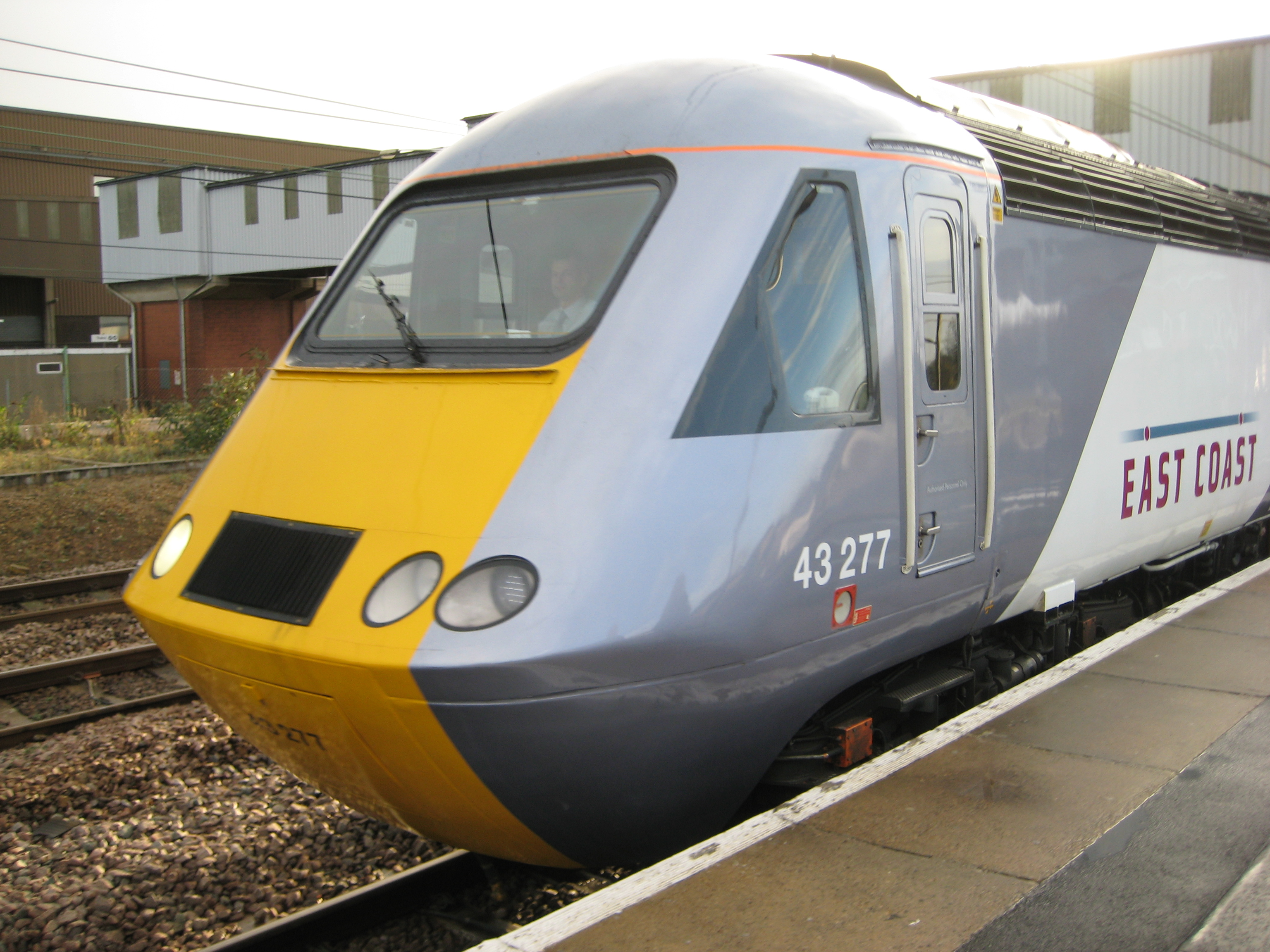
Une rame HST de la compagnie East Coast.

East Coast était une entreprise ferroviaire publique britannique créée le 14e novembre 2009 et remplacée le 1er mars 2015 par la compagnie privée Virgin Trains East Coast lors d'une reprivatisation.
East Coast exploitait des services de grandes lignes au départ de la gare de King's Cross à Londres vers le Yorkshire et Humber, l'Angleterre du Nord-Est et l'Écosse